# Saria, Cetatea Albă
Saria (în ucraineană Південне, transliterat: Pivdenne) este un sat în comuna Cazaci din raionul Cetatea Albă, regiunea Odesa, Ucraina.

## Demografie
Componența lingvistică a localității Saria
     Ucraineană (78,76%)
     Română (11,56%)
     Rusă (7,8%)
     Bulgară (1,08%)
     Alte limbi (0,54%)
Conform recensământului din 2001, majoritatea populației localității Saria era vorbitoare de ucraineană (78,76%), existând în minoritate și vorbitori de română (11,56%), rusă (7,8%) și bulgară (1,08%).